# Nototriche obcuneata
Nototriche obcuneata är en malvaväxtart som först beskrevs av Baker f., och fick sitt nu gällande namn av Arthur William Hill. Nototriche obcuneata ingår i släktet Nototriche och familjen malvaväxter. Utöver nominatformen finns också underarten N. o. cinerea.